# Acerola
De acerola (Malpighia emarginata, synoniemen: Malpighia punicifolia, Malpighia glabra), West-Indische kers of Barbadoskers is een plant uit de familie Malpighiaceae. Het is een kleine, breed vertakte, groenblijvende, 2–6 m hoge boom of struik met fijn behaarde takken. De korte stam is tot 10 cm breed. De tegenoverstaande, kortgesteelde, eironde of ovale, van boven glanzend donkergroene bladeren zijn 2-9 × 1–5 cm groot.
De tweeslachtige, 1–2 cm brede bloemen staan met twee tot vijf stuks bijeen in 6–15 cm lange groepen, die ontspringen in de bladoksels. De vijf kelkbladeren zijn circa 2,5 mm lang en behaard bij de punten. Ze zijn bedekt met een paar klieren. De vijf kroonbladeren zijn wit, roze of rood, kortgesteeld, tot 5 mm lang en aan de rand gewimperd. In het midden van de bloem zitten tien gele meeldraden.
De rijp oranje tot donkerrode, tot 2 × 2,5 cm grote vruchten zijn kersvormig en ondiep geribd met drie ribben. Het geeloranje, sappige vruchtvlees is zuur door het tot 5% hoge ascorbinezuur-gehalte (vitamine C), waarmee de vrucht tot de meest vitamine C-rijke vruchten ter wereld behoort. De vruchten bevatten drie pitten.
De vruchten kunnen als handfruit worden gebruikt of tot compote worden verwerkt. Ook kan het sap van de acerola door andere vruchtensappen worden vermengd om het vitamine C-gehalte te verhogen. Uit het vruchtenextract kunnen vitamine C-tabletten worden vervaardigd, hoewel deze tegenwoordig grotendeels uit synthetische vitamine C worden gemaakt.
De soort komt voor in het Caribisch gebied en in het noorden van Zuid-Amerika tot op hoogtes van 1500 m. De plant wordt tevens gekweekt in de rest van Zuid-Amerika, Florida, Hawaï en op sommige plekken in Zuidoost-Azië.
De plant kan worden vermeerderd door stekken of zaaien.

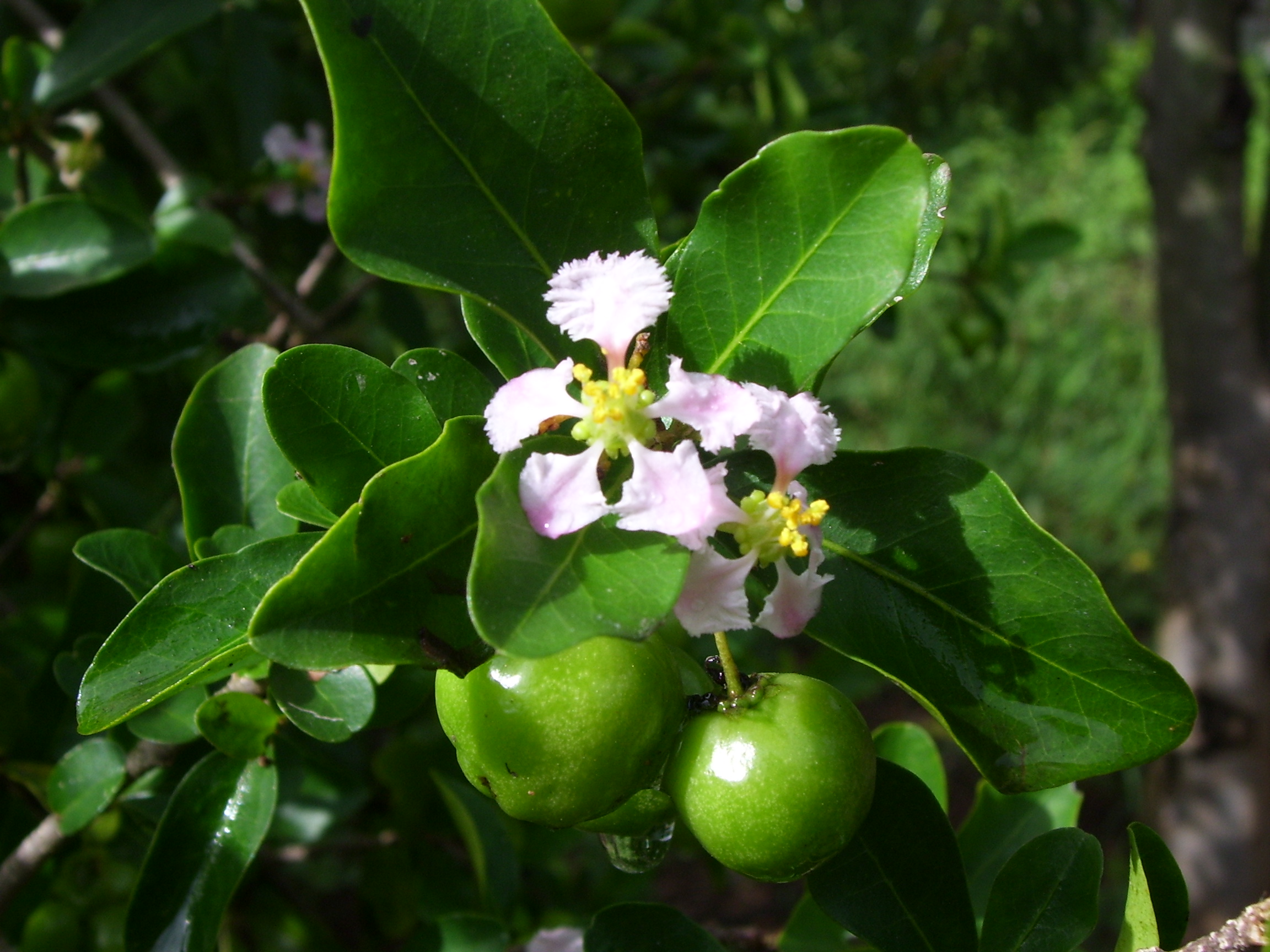
Vorm met roze kroonbladeren
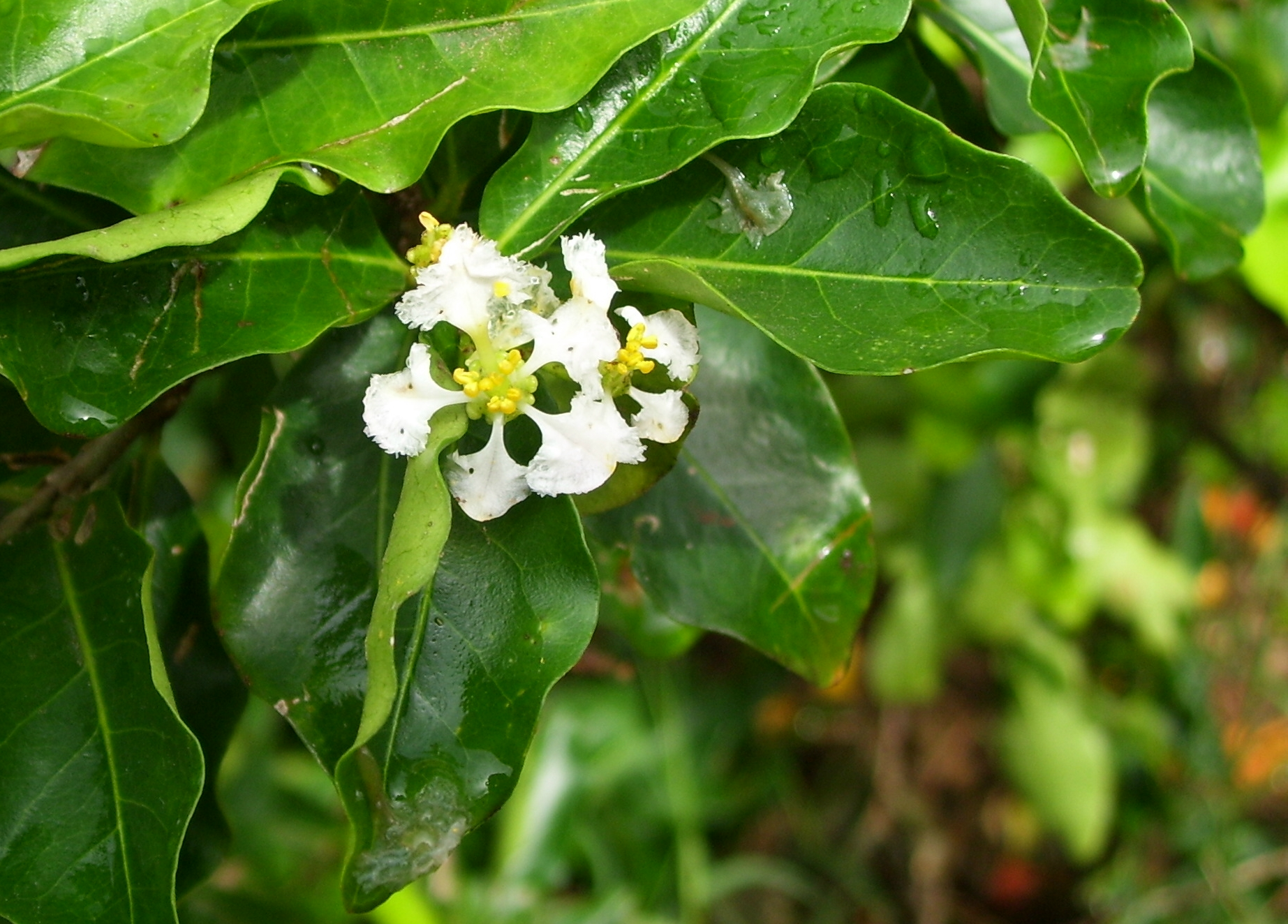
Vorm met witte kroonbladeren
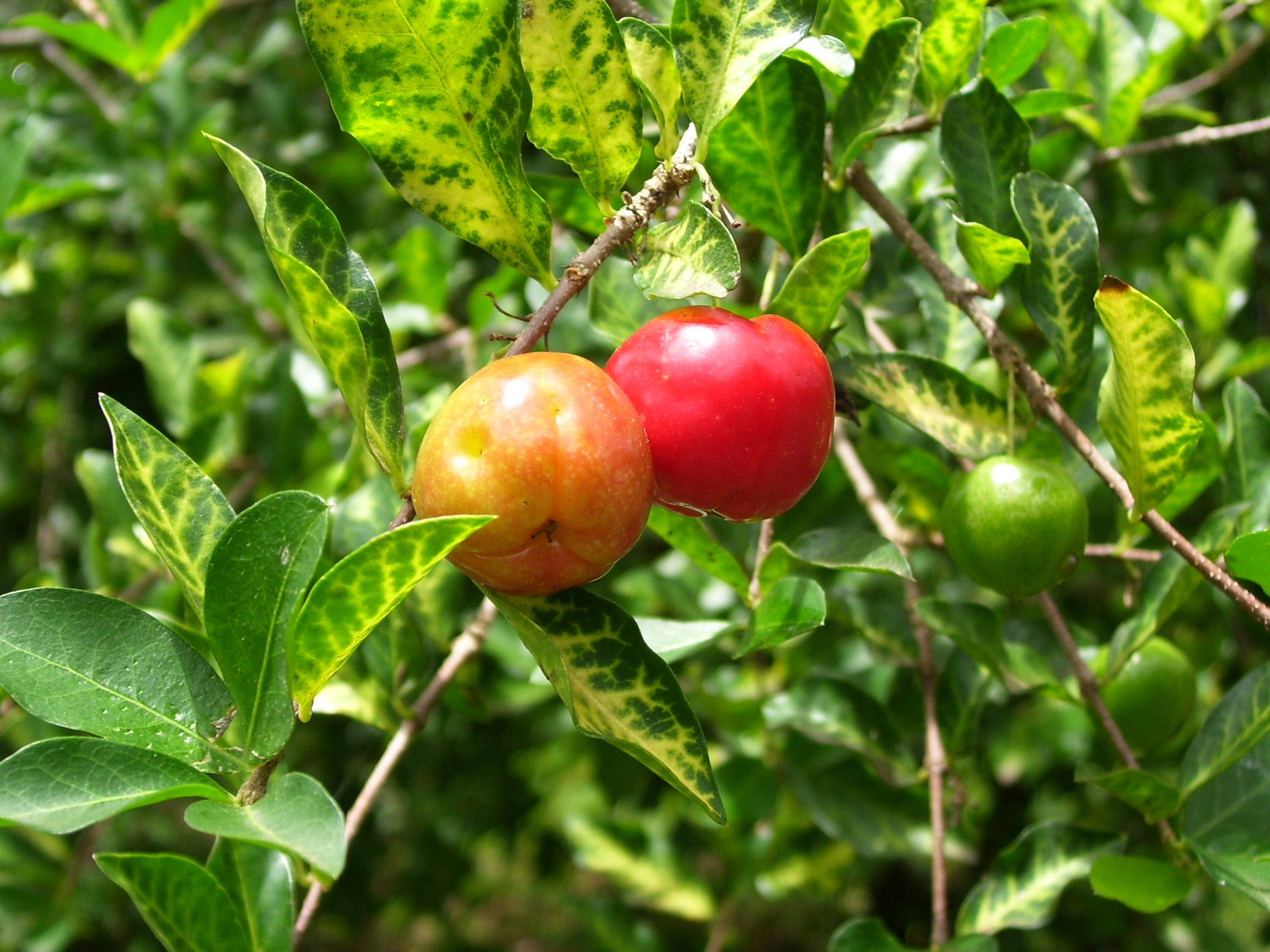
Vruchten
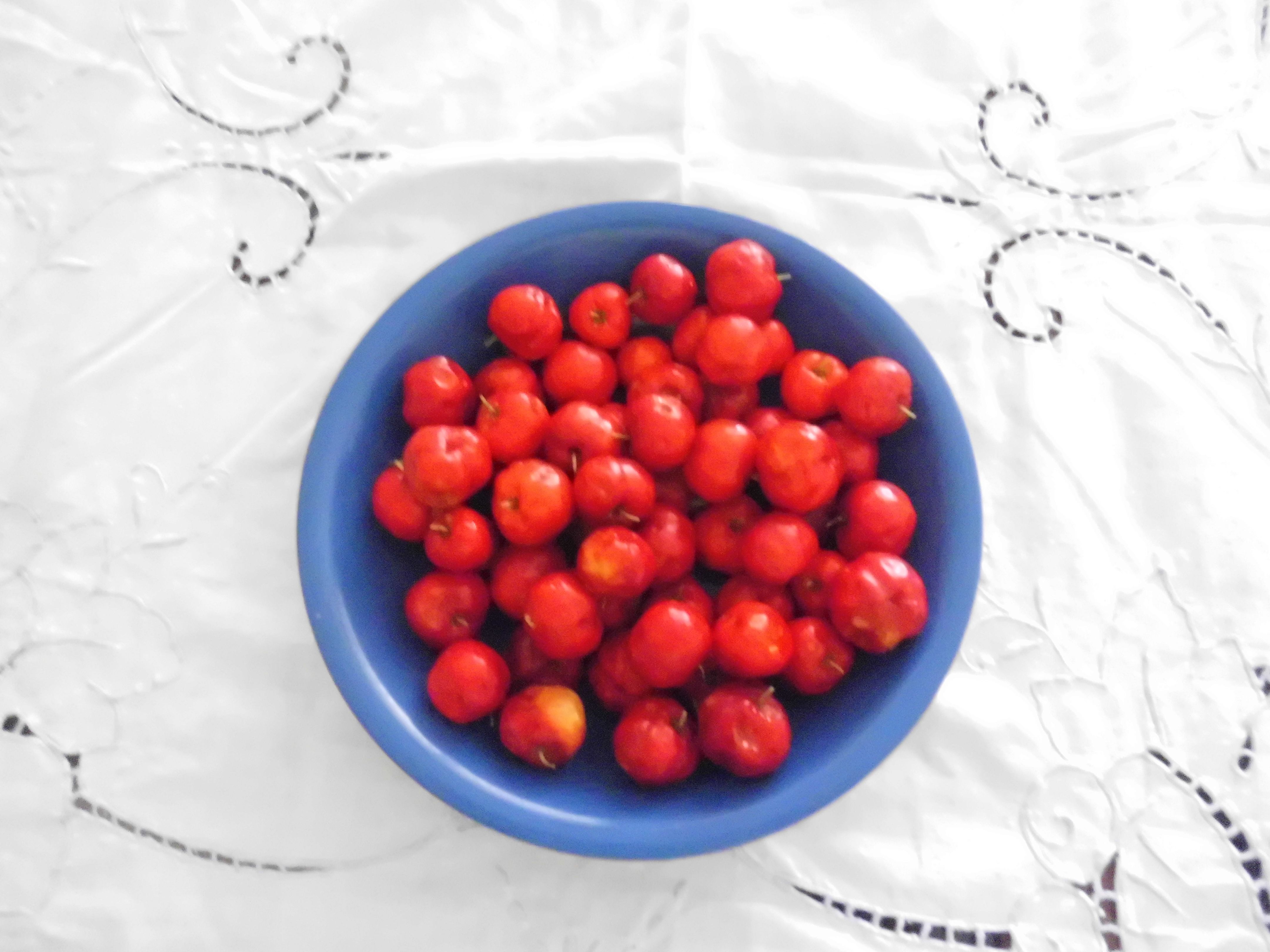
Acerola